# Clusiosoma centrale
Clusiosoma centrale är en tvåvingeart som beskrevs av Malloch 1939. Clusiosoma centrale ingår i släktet Clusiosoma och familjen borrflugor. Inga underarter finns listade i Catalogue of Life.